# 双河镇 (金寨县)
双河镇，是中华人民共和国安徽省六安市金寨县下辖的一个乡镇级行政单位。

## 行政区划
双河镇下辖以下地区：
双河街道社区、大畈村、皮坊村、黄龙村、鹤塘村、大桥村、九房村、双河村、九龙村、河东村和河西村。